# Листоноса змія
Листоноса змія (Phyllorhynchus) — рід неотруйних змій родини Вужеві. Має 2 види.

## Опис
Загальна довжина представників цього роду коливається від 40 до 60 см. Голова коротка з подовженою листоподібною лускою. Тулуб кремезний. Забарвлення коричневе, жовте, рожеве. Черево кремове або білувате. На основному тлі є плями. Види розрізняються за розміром цих плям, розташуванням на тулубі.

## Спосіб життя
Полюбляють пустельні місцини, нечисленні чагарники та рослинність. Часто зариваються у ґрунт. Активні вночі. Харчуються дрібними гризунами та ящірками, їх яйцями.
Це яйцекладні змії.

## Розповсюдження
Мешкають на південному заході США та на півночі Мексики.

## Види
- Phyllorhynchus browni
- Phyllorhynchus decurtatus